# Silencio (música)

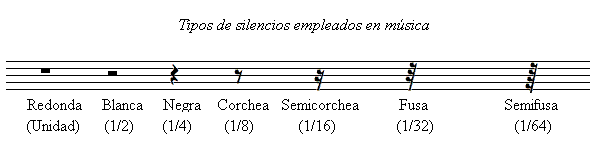
Figura 1. Silencios.

En música un silencio o pausa es un signo que representa gráficamente la duración de una determinada pausa en una pieza musical. La manera gráfica de indicar la duración relativa de un silencio es mediante la utilización de una serie de símbolos diversos cuyos rasgos se modifican, como por ejemplo la ubicación en el pentagrama o el número de ganchos que tienen.
Cuando un silencio aparece en el pentagrama quiere decir o nos indica que no debemos tocar esa parte, es decir donde está el silencio ... Reflexionando más a fondo, podríamos afirmar que el silencio en la música es tan importante y tan fundamental en este arte como el lienzo en blanco para el pintor, las pausas entre palabras para el poeta, la quietud para el bailarín y los espacios vacíos para el arquitecto.

## Silencios y figuras
Cada figura musical cuenta con su correspondiente silencio que representa su mismo valor o duración. Se considera que el silencio es una nota que no se ejecuta. La combinación de silencios utilizados para marcar las pausas sigue las mismas reglas que para las figuras musicales. Para ampliar información véase figura musical.
El silencio tiene dos funciones: 
- Separar las oraciones musicales.
- Proporcionar un tiempo de descanso (y de respiración, en el caso de cantantes e instrumentos de viento) al intérprete musical.

En el siguiente cuadro aparecen los distintos tipos de silencios, tanto los que se emplean actualmente como los que han caído en desuso, junto con las figuras musicales a las que corresponden y el valor relativo que tienen en un compás de 4/4.
| Nombre                                 | Silencio | Figura | Valor                            |
| -------------------------------------- | -------- | ------ | -------------------------------- |
| Silencio de máxima (En desuso)         |          |        | {\displaystyle {\frac {32}{4}}}  |
| Silencio de longa (En desuso)          |          |        | {\displaystyle {\frac {16}{4}}}  |
| Silencio de cuadrada (En desuso)       |          |        | {\displaystyle {\frac {8}{4}}}   |
| Silencio de redonda                    |          |        | {\displaystyle {\frac {4}{4}}}   |
| Silencio de blanca                     |          |        | {\displaystyle {\frac {2}{4}}}   |
| Silencio de negra                      |          |        | {\displaystyle {\frac {1}{4}}}   |
| Silencio de corchea                    |          |        | {\displaystyle {\frac {1}{8}}}   |
| Silencio de semicorchea                |          |        | {\displaystyle {\frac {1}{16}}}  |
| Silencio de fusa                       |          |        | {\displaystyle {\frac {1}{32}}}  |
| Silencio de semifusa                   |          |        | {\displaystyle {\frac {1}{64}}}  |
| Silencio de garrapatea (En desuso)     |          |        | {\displaystyle {\frac {1}{128}}} |
| Silencio de semigarrapatea (En desuso) |          |        | {\displaystyle {\frac {1}{256}}} |

El silencio de negra  también se puede encontrar representado como  en la música antigua. Se encuentran muestras de la forma más antigua en obras de los editores de música ingleses de principios del siglo XX, por ejemplo en la partitura vocal Misa de Requiem de Wolfgang Amadeus Mozart, editada por William Thomas Best y publicada en Londres: Novello, 1879.

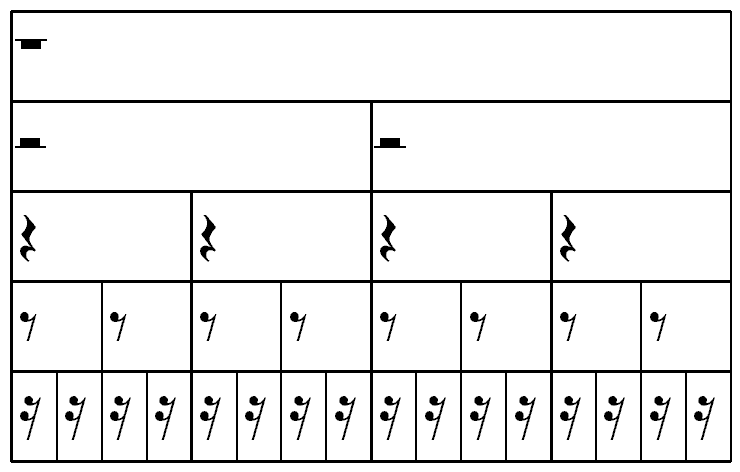
Figura 2. Valor relativo de los silencios.

El silencio que representa la unidad de duración es la redonda. Cada valor simple equivale a dos de su silencio inmediato, así: 
- un silencio de redonda equivale a dos silencios de blanca;
- un silencio de blanca equivale a dos silencios de negra;
- un silencio de negra equivale a dos silencios de corchea;
- un silencio de corchea equivale a dos silencios de semicorchea;
- un silencio de semicorchea equivale a dos silencios de fusa;
- un silencio de fusa equivale a dos silencios de semifusa.

Asimismo, podemos establecer otras relaciones sobre la base de las recién mencionadas, por ejemplo en 4/4 un silencio de redonda equivale a cuatro silencios de negra, un silencios de corchea equivale a ocho silencios de semifusa, etc.

## Silencio de un compás
Cuando hay un compás entero que carece de notas, también llamado compás de espera, se representa con un silencio de redonda independientemente del compás concreto en que se encuentre. 
Las únicas excepciones son para el compás de 4/2 (cuatro blancas por compás) y para compases más cortos que el 3/16, en los cuales normalmente se utiliza un silencio de cuadrada para representar la pausa de un compás completo.
Para un compás de 4/2 también es común el uso del silencio de redonda en lugar del silencio de cuadrada, de manera que un silencio de un compás completo para todos los compases a partir de 3/16 se representan con un silencio de redonda. Algunas publicaciones de piezas musicales, por lo general antiguas, colocan el numeral "1" por encima del silencio para confirmar la extensión del mismo.
De vez en cuando en los manuscritos autógrafos y facsímiles, los compases sin notas a veces se quedan completamente vacíos, posiblemente incluso sin pentagramas.

## Silencio de varios compases
En la música instrumental los silencios de más de un compás en el mismo metro y clave pueden estar indicados mediante un silencio de múltiples compases que muestra el número de compases de pausa. Este tipo de silencios suelen representarse conforme a unos de los dos métodos siguientes:
- Mediante una línea horizontal gruesa y larga colocada en la línea media del pentagrama, con remates en ambos extremos; o mediante unas líneas diagonales gruesas colocadas entre la segunda y cuarta líneas del pentagrama. Pero esta segunda opción es mucho menos utilizada que la anterior, aunque una pequeña cantidad de editores aplican este método que es más común en los manuscritos modernos,[5] independientemente del número de compases de pausa que represente.[2]

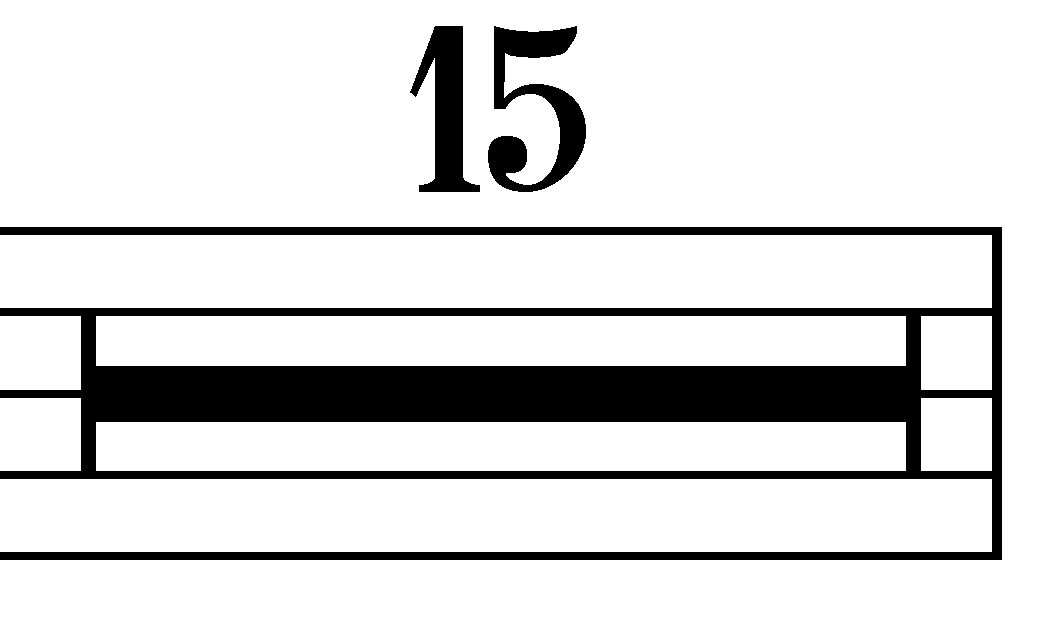
Figura 3. Silencio de 15 compases.

- El antiguo sistema de notación de silencios de múltiples compases deriva de las convenciones notacionales del Barroco que fueron adaptadas del sistema de silencios mensural de la Edad Media. Dicho sistema representa esta clase de silencios mediante una serie de símbolos conforme a la Figura 4. La cantidad de compases de pausa que hay que alcanzar para representarlo en la partitura usando el primer método es en gran medida una cuestión de gusto personal. La mayoría de los editores utilizan diez como el punto de cambio. Sin embargo, se emplean otros puntos de cambio mayores y menores sobre todo en la música antigua.[2]

Figura 4. Antiguo sistema de notación de silencios de varios compases, que aún se mantiene en uso.

En ambos casos, el número de compases que ha de durar un silencio de estas características se indica mediante un número impreso por encima del pentagrama. Generalmente se representa en el mismo tamaño que los números de compás. 
Si se produce un cambio de ritmo o de clave durante una pausa de múltiples compases, el silencio debe dividirse según sea necesario para mayor claridad, señalando el cambio de clave y/o de ritmo entre los silencios. Esto también se aplica en el caso de que haya una doble barra de compás que marca frases o secciones musicales.

## Silencio con puntillo
Un silencio, al igual que una figura musical, puede prolongarse mediante puntillos, que se representan a continuación del signo de silencio y aumentan su duración en la mitad. No obstante, se emplea menos frecuentemente que con las notas, salvo en ocasiones en música contemporánea escrita en compases compuestos como 6/8 o 12/8. En estos compases la convención desde hace mucho tiempo ha sido para indicar un pulso de pausa como un silencio de negra seguido de un silencio de corchea, equivalente a tres corcheas.
El silencio no se puede prolongar mediante el uso de ligaduras.